# Bunium
- Commons
- Wikispecies

Bunium L. é um género botânico pertencente à família Apiaceae.

## Sinonímia
- Buniella Schischk.
- Diaphycarpus Calest.
- Wallrothia Spreng.

## Espécies
| - Bunium acaule - Bunium afghanicum - Bunium alpinum - Bunium angrenii - Bunium badachschanicum - Bunium badghysi - Bunium bourgaei - Bunium bulbocastaneum - Bunium bulbocastanum - Bunium buriaticum - Bunium capillifolium - Bunium capusii - Bunium chaerophylloides - Bunium copticum | - Bunium cylindricum - Bunium denudatum - Bunium elegans - Bunium fallax - Bunium fedtschenkoanum - Bunium ferulaceum - Bunium gypsaceum - Bunium hissaricum - Bunium imbricatum - Bunium intermedium - Bunium kuhitangi - Bunium latilobum - Bunium longipes - Bunium luteum | - Bunium majus - Bunium microcarpum - Bunium pachypodum - Bunium paucifolium - Bunium persicum - Bunium pinnatifolium - Bunium salsum - Bunium scabrellum - Bunium seravschanicum - Bunium setaceum - Bunium simplex - Bunium tenuisectum - Bunium trichophyllum - Bunium vaginatum |

- «Lista completa»

## Classificação do gênero
| Sistema | Classificação                    | Referência               |
| ------- | -------------------------------- | ------------------------ |
| Linné   | Classe Pentandria, ordem Digynia | Species plantarum (1753) |